# 松亭站 (首尔特别市)
松亭站（：／ Songjeong yeok */?）是首都圈電鐵5號線沿線的一座地下車站，位於韓國首爾特別市江西區空港洞。

## 車站結構
車站大廳位於地下1、2樓，月台層則位於地下3樓。
站體為2面2線側式月台的地下車站，候車月台設有月台幕門，並有4處出口。

### 月台配置
| 金浦機場 ↑ |
| \| 上      |
| ↓ 麻谷     |

| 月台 | 路線             | 目的地                                       |
| ---- | ---------------- | -------------------------------------------- |
| 上行 | ●首都圈電鐵5號線 | 金浦機場、傍花方向                           |
| 下行 | ●首都圈電鐵5號線 | 汝矣島、光化門、上一洞、河南黔丹山、馬川方向 |

## 歷史
- 1996年3月20日：落成啟用。

## 車站周邊
- 機場市場站
- 機場派出所
- 陽西派出所
- 機場中學
- 機場雨水抽水站
- 韓國通訊機場營業所
- 江西區設施管理公團（朝鲜语：서울시설공단）
- 機場洞郵局
- 機場洞文化體育中心

## 圖片

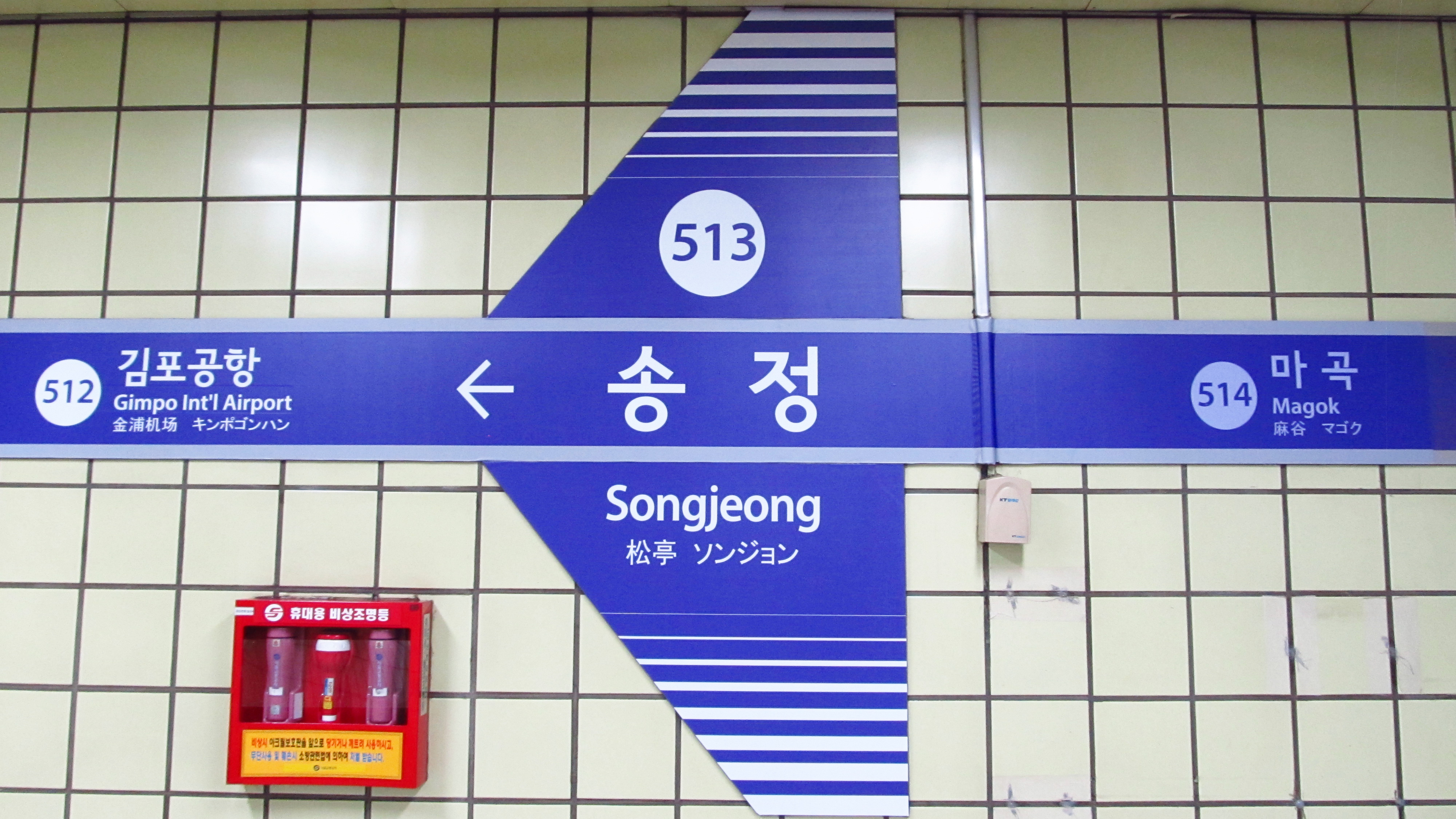
站名牌
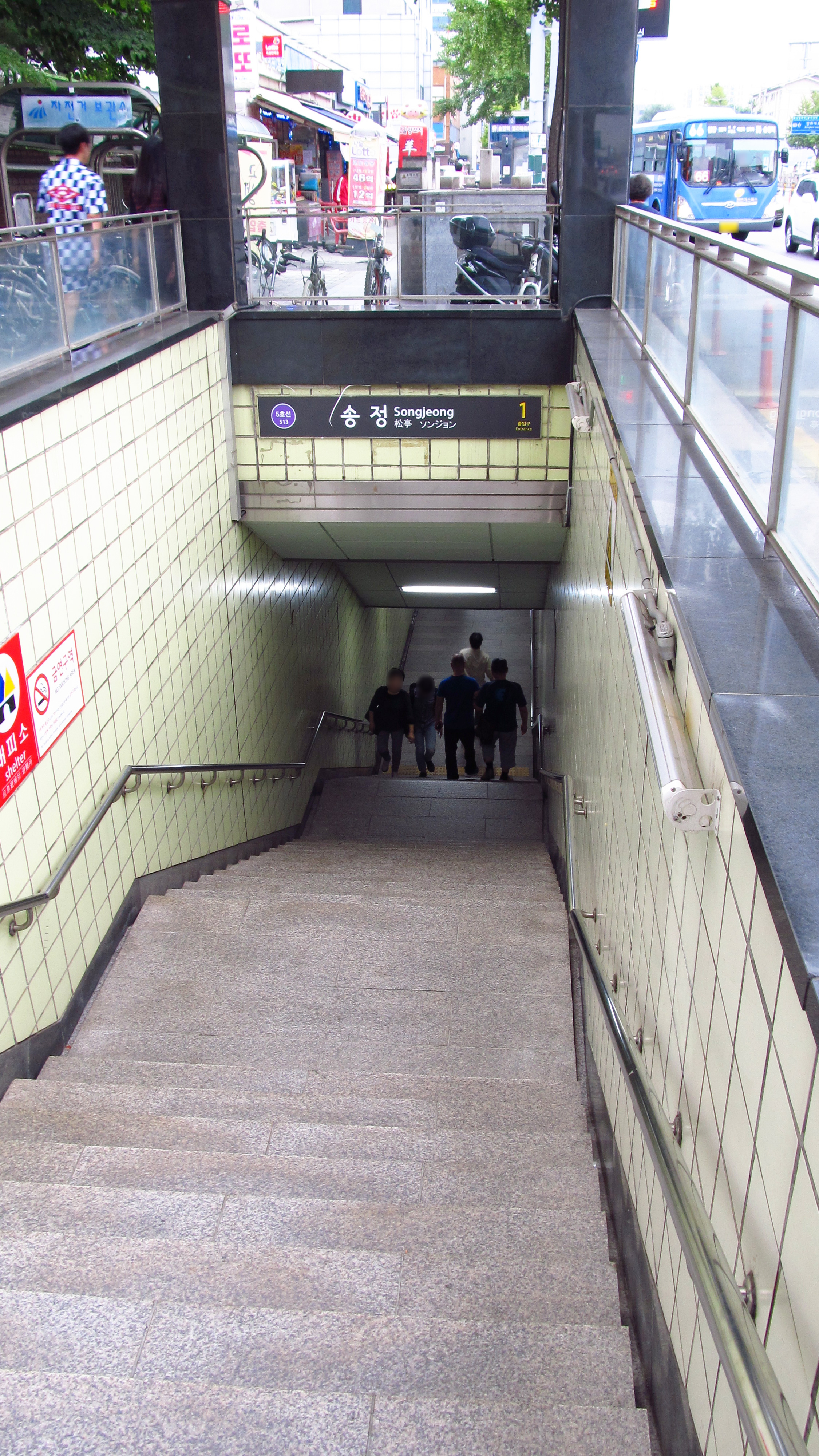
1號出口
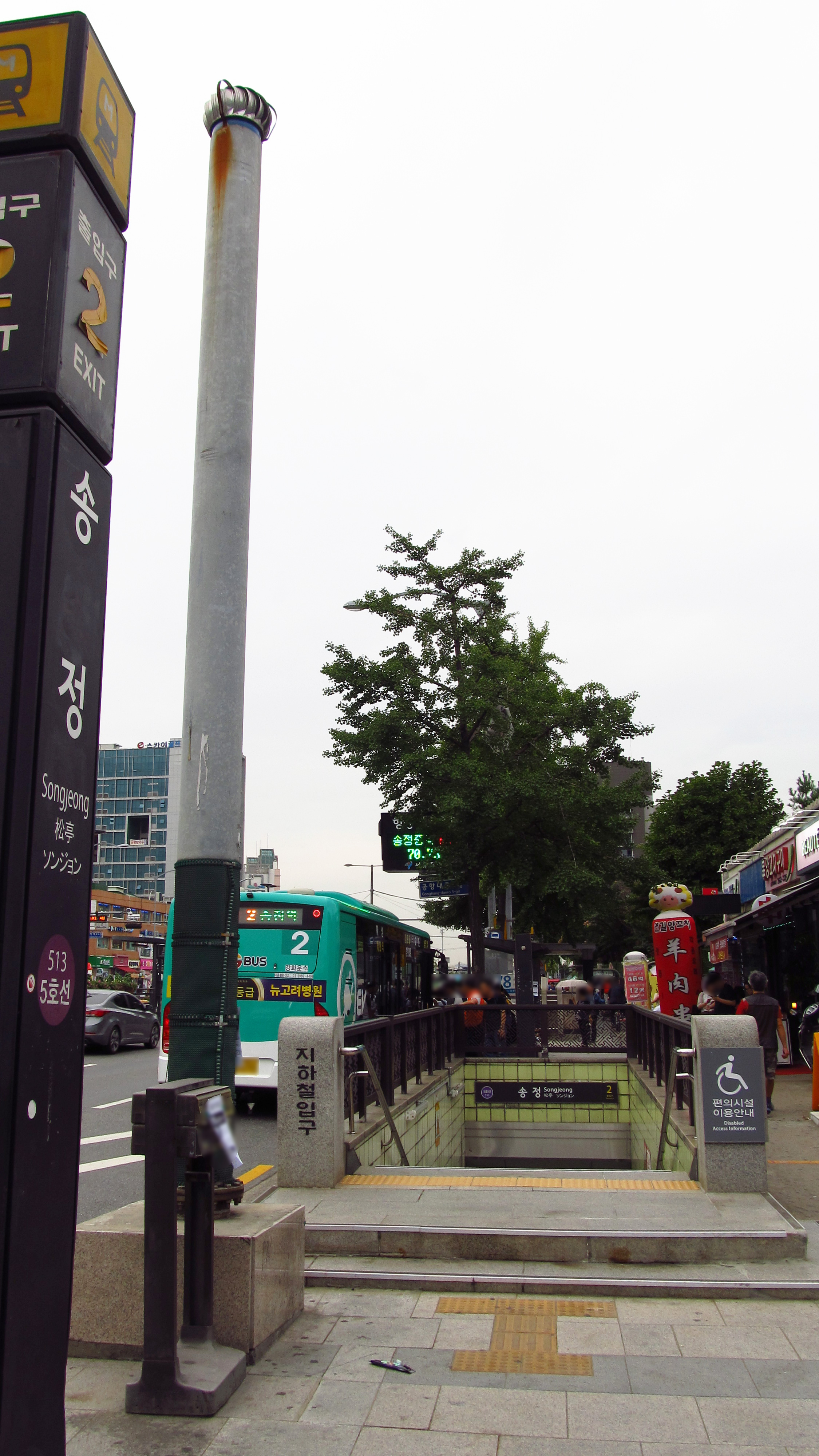
2號出口

## 相鄰車站
首爾交通公社
●首都圈電鐵5號線
金浦機場（512）－松亭（513）－麻谷（514）